# Выборгский залив
Выборгский залив (фин. Viipurinlahti, швед. Viborgska viken) — глубоко вдающийся в берег залив в северной части Финского залива Балтийского моря. Получил своё название по городу Выборгу, расположенному в самой северной части залива.
Вход перегорожен на ¾ ширины длинным и узким полуостровом Киперорт. По ту сторону полуострова залив сильно расширяется по направлению к юго-востоку, в нём множество островов; в проливе Тронгзунд (фин. Uuras или швед. Trångsund — узкий пролив) между островами Высоцкий и Крепыш останавливаются на якоре для нагрузки и разгрузки большие суда, а менее значительные проходят до самого Выборга и далее, до входа в Сайменский канал.
К западу от Выборгского залива начинается полоса настоящих шхер. В северной части залива находится полуостров Лоханиеми. Островами Гвардейский и Твердыш в северной части залива выделяется бухта Защитная. Воды залива, омывающие Выборг с севера и с юга, иногда в литературе объединяются под названиями Северный и Южный залив соответственно.

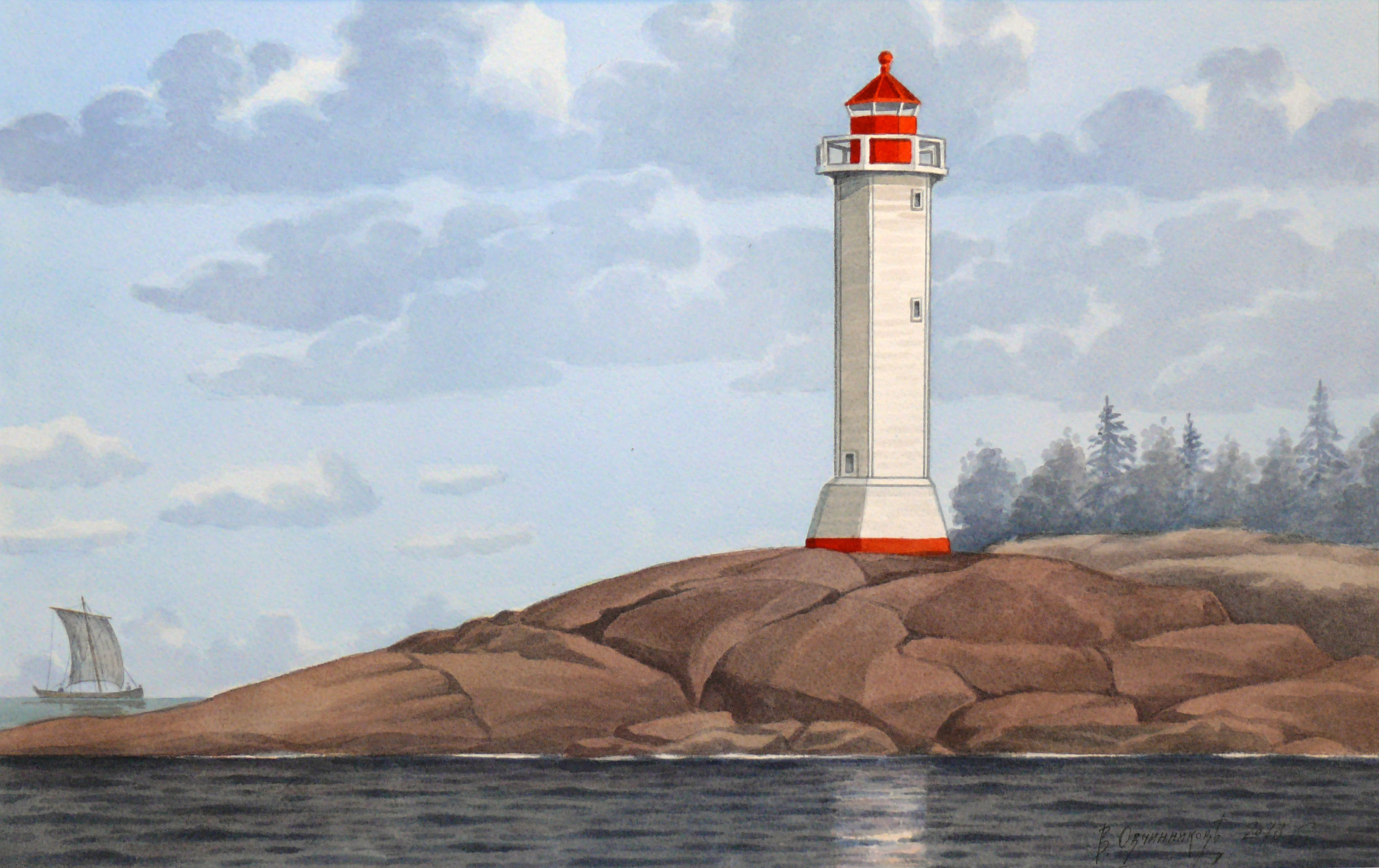
«Маяк Поворотный на о. Вихревой» Картина В. И. Овчинникова
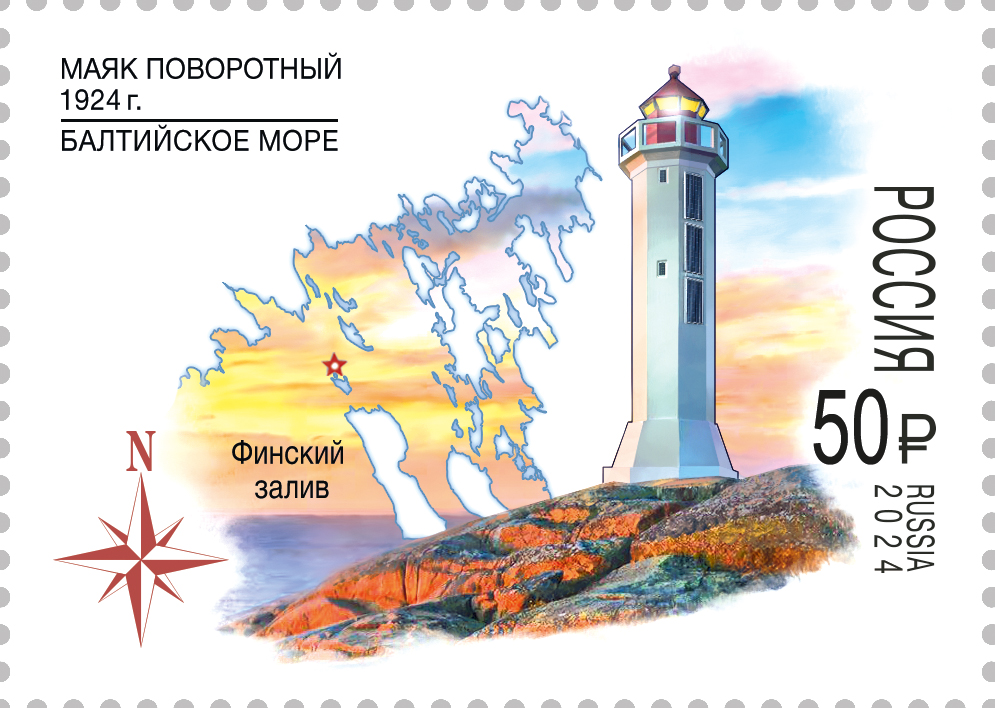
Серия «Маяки России». Поворотный маяк. Марка Почты России, 2024 год.
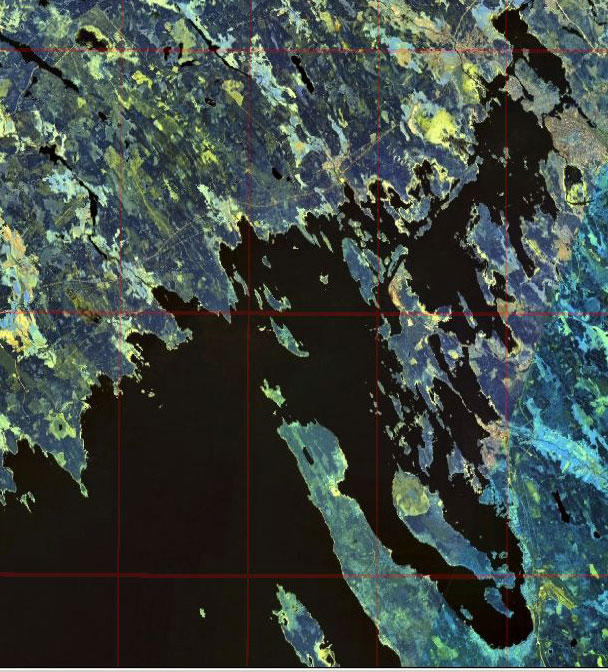
Вид со спутника